# ماري + جاين
ماري + جاين (بالإنجليزية: Mary + Jane)‏ مسلسل كوميدي أمريكي. عرض على قناة إم تي في في 5 سبتمبر، 2016.

## قصة المسلسل
يتابع المسلسل حياة بيج وجوردان فتاتان شابتان يبيعان المخدرات «حشيش» عبر توصيل الطلبات في مدينة لوس أنجلوس.

## الممثلين واالشخصيات
- جيسيكا روث بدور بيج
- سكاوت دوروود بدور جوردان
- كوشا باتيل بدور جيني
- دان آدوت بدور روبي
- إتش. مايكل كورنر بدور كريس

### ضيوف الحلقات
- سنوب دوغ[3]
- سيث غرين
- ليونارد روبرتس
- ميسي بايل
- آندي دالي

## وصلات خارجية
- الموقع الرسمي
- ماري + جاين على موقع IMDb (الإنجليزية)
- ماري + جاين على موقع روتن توميتوز (الإنجليزية)
- ماري + جاين على موقع كينوبويسك (الروسية)
- ماري + جاين على موقع قاعدة بيانات الفيلم (الإنجليزية)